# Церковна діяльність Івана Мазепи
Церковна діяльність Івана Мазепи спрямована на будівництво церков, монастирів і церковних шкіл саме в Україні. За відомостями митрополита Іларіона (Огієнка), дослідника гетьманства Мазепи, доктора історичних наук Юрія Мицика, наукового співробітника Інституту історії України НАН України за рахунок власних коштів Іван Мазепа побудував 26 соборів, церков, в тому числі і за межами України.

## Будівництво церков і монастирів
На кошти Івана Мазепи проводиться ремонт Софійського собору, реставрація Михайлівського золотоверхого монастиря, Успенського собору та Троїцької надбрамної церкви Києво-Печерської лаври, відновлюються Кирилівська церква в Києві і Борисоглібський собор у Чернігові. Коштом гетьмана будуються нові монументальні храми, деякі збереглися й до нашого часу. До них належать церква Всіх Святих на Економічній брамі Печерського монастиря, Миколаївський військовий собор, Богоявленський собор у Братському монастирі та ін. За зразком цих церков на кошти гетьмана зводяться Вознесенський собор в Переяславі, будується ряд церков у столиці гетьмана в Батурині, які згодом були знищені Меншиковим.
Гетьман приділяв велику увагу зміцненню обороноздатності монастирів. Для цього виділив значні кошти. В результаті цих дій Києво-Печерська лавра оточується кам'яними стінами, що добре збереглися донині.
Церковне будівництво гетьман Мазепа не обмежує Києвом. На його кошти будуються нові церкви в Глухові, Лубнах, Густиня, Дігтярях, а також на території Московської держави (Рильськ, Іванівське (теперішня Курська область).

## Церкви, побудовані на кошти Мазепи

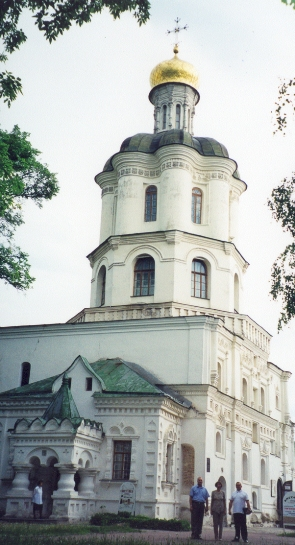
Чернігівський колегіум, побудований за кошти І. Мазепи

З власної ініціативи й власним коштом Іван Мазепа побудував такі храми:
1. Миколаївський собор Пустинно-Миколаївського монастиря в Києві;
2. Трапезна церква Пустинно-Миколаївського монастиря в Києві;
3. Братська Богоявленська церква на Подолі в Києві;
4. Дзвіниця Софійського собору в Києві;
5. Церква всіх Святих Києво-Печерської лаври;
6. Онуфріївська вежа — церква Києво-Печерської лаври;
7. Вознесенська церква у Вознесенському жіночому монастирі в Києві;
8. Троїцький собор у Батурині;
9. Воскресенська церква в Батурині;
10. Покрова Пресвятої Богородиці в Батурині;
11. Вознесенський собор (Переяслав)
12. Дзвіниця Борисоглібського монастиря в Чернігові;
13. Церква святителя Іоанна Предтечі в Борисоглібському монастирі в Чернігові;
14. Церква святителя Іоанна Євангеліста в Чернігові;
15. Успенський собор Глухівського жіночого монастиря;
16. Трапезна церква Густинського монастиря;
17. Трапезна церква Мгарського монастиря в Лубнах;
18. Церква святителя Іоанна Хрестителя в Рильську;
19. Миколаївська церква в Макошинському монастирі;
20. Покровська церква в Дігтярях;
21. Покровська церква у Прачах;
22. Соборний храм Різдва Христового і монастирські будівлі Домніцького чоловічого монастиря;
23. Церква Воскресіння Христового та монастирські будівлі Любецького Антонівського монастиря;
24. Церква Бахмацького монастиря;
25. Церква Успіння Пресвятої Богородиці Каменського Успенського монастиря;
26. Покровська церква на Запорізькій Січі;
27. Церква Пресвятої Богородиці в Новобогородицької фортеці.

## Подарунки
- Срібні ворота, відлиті на замовлення Івана Мазепи.
- Найбільш значущим подарунком гетьмана Мазепи українській церкві є Пересопницьке Євангеліє, на якому нині складають присягу Президенти України. Іншим подарунком стали срібні з позолотою царські ворота вагою 50 кг, які на замовлення гетьмана Мазепи були відлиті в Німеччині (Аугсбург) за ескізом невідомого чернігівського художника.
- У Храм гробу Господнього (Єрусалим) гетьман Мазепа подарував срібну тарілку і дорогу плащаницю з написами на кожній.
- У 1699 році на замовлення Мазепи для Воскресенської церкви в Батурині був відлитий дзвін «Голуб» (укр. Мазепин дзвін). На дзвоні відлитий документально датований портрет Мазепи кінця XVII століття. На думку дослідника Бориса Пилипенка, Мазепин дзвін є «визначною пам'яткою української ливарної справи». Крім цього, дари Мазепи церквам знаходяться в православних храмах Сирії, Палестини, Стамбула і на Афоні.

### Універсали на користь церков і монастирів
За відомостями Інституту української археографії та джерелознавства імені М. С. Грушевського, значна частина універсалів гетьмана Івана Мазепи спрямована на підтримку єпархій, монастирів і парафій. З більш ніж 500 відомих на цей час універсалів Мазепи на частку української православної церкви припадає понад 130.
Крім земельних наділів і дозволів на торги, промисли, млини, а також на право збору різних локальних податків, гетьман Мазепа роздає чимало «оборонних» універсалів монастирям, звільняючи їх від тих чи інших податків і повинностей, а також забороняючи полковій та сотенній адміністрації втручатися у внутрішні справи монастирських володінь.
Так, універсалом № 131 від 1 грудня 1689 року Івана Мазепа видає дозвіл Глухівському священику Максиму Софоновичу на будівництво млина та слободи при ній, а універсалом № 195 від 11 травня 1692 року передає в «слухняність» Києво-Печерській лаврі жителів, які оселилися біля Масалаєвського млина.

## Церковні навчальні заклади
Гетьман Мазепа приділяв велику увагу розвитку шкіл, які діяли при церквах. Як видно з його універсалу № 385 від 8 лютого 1704 року, на території Новгород-Сіверської сотні існували школи.
У 1700 році, на прохання Лазаря Барановича, гетьман Мазепа своїм коштом будує будинок Чернігівського колегіуму. На думку Олександра Коваленка, «чернігівський колегіум, створений за зразком Києво-Могилянської академії, давав своїм вихованцям досить широку гуманітарну освіту енциклопедичного характеру. Чимало його випускників залишили помітний слід у розвитку української культури, знайшли своє покликання на освітянській ниві».
Велику роль відіграв Іван Мазепа в становленні Києво-Братської школи, а потім колегії, заснованої київським митрополитом Петром Могилою. Саме за допомогою Мазепи цей навчальний заклад набув статусу академії і увійшов в історію як Києво-Могилянська академія.